# نستر کاربونل
نستر گستون کاربونل(به انگلیسی: Néstor Gastón Carbonell) (متولد ۱ دسامبر ۱۹۶۷)بازیگر آمریکایی است که بیشتر علت محبوبیت آن بازی در سریال درام لاست در نقش ریچارد آلپرت و فیلم قاتل (۲۰۰۸) است.
وی اخیراً در یک مجموعه تلویزیونی به نام برنامه صبحگاهی (مجموعه تلویزیونی) ایفای نقش کرده‌است.
او همچنین در فیلم برای شکوه بزرگتر و پروژه لارامی بازی کرده است.